# Паньківський Северин Федорович
Панькі́вський Севери́н Фе́дорович  (24 квітня 1872, с. Ришкова Воля (нині Польща) — 10 січня 1943, Львів) — український актор. Брат Костя Паньківського.

## Життєпис

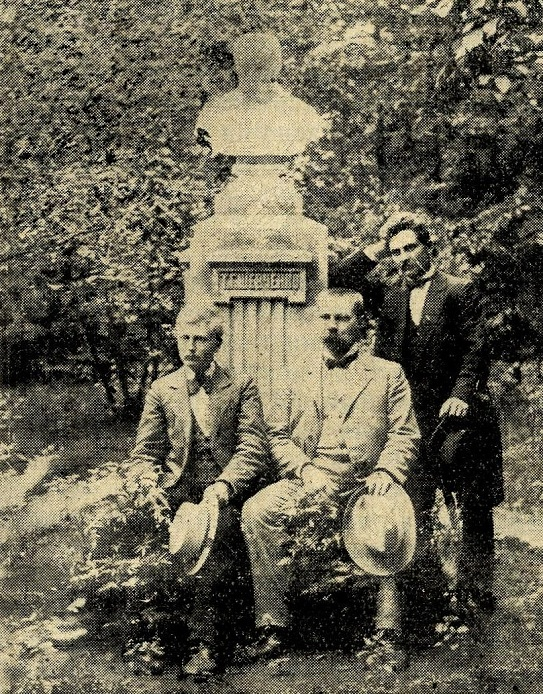
Северин Паньківський (стоїть), Левко Мацієвич, Микола Міхновський біля першого в Україні пам'ятника Тарасові Шевченку на території садиби Алчевських у Харкові. Орієнтовно 1900 р.

Працював у театрі товариства «Руська бесіда» у Львові (1891—1893, 1905—1906), в трупах М. Кропивницького (1907—1908, 1900—1903), М. Старицького (1899), братів Тобілевичів (1903—1905), у театрі М. Садовського (1906—1917), у Першому театрі Української Радянської Республіки імені Шевченка (1919—1921), в українському драматичному театрі в Ромнах (1921—1922); у 1924—1929 — на науково-дослідній роботі в АН України.
Ролі: Микола («Украдене щастя» Франка), Возний («Наталка Полтавка» Котляревського), Дядько Лев («Лісова пісня» Лесі Українки), Феноген («Хазяїн» Карпенка-Карого), Осип («Ревізор» Гоголя), Дрейсігер («Ткачі» Гауптмана) та ін..
Знімався у фільмах: «Наймичка» (1911, Мирошник), «Злива» (1929, єзуїт), «Коліївщина» (1933), «Прометей» (1936).

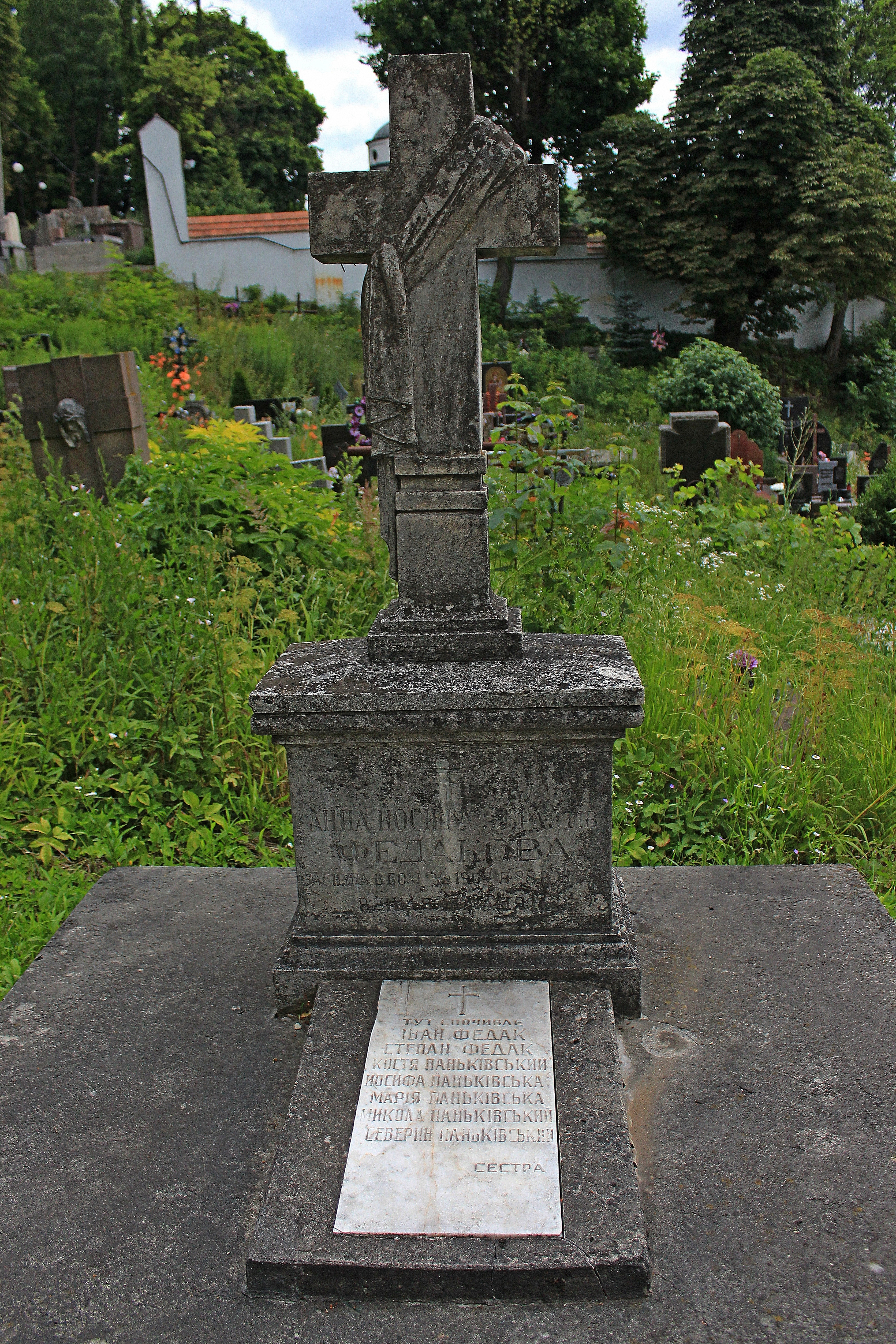
Надгробок на могилі Паньківського

Похований на 49 полі Личаківського цвинтаря.